# Ryō Michigami
Ryō Michigami (jap. 道上龍 Michigami Ryō; ur. 1 marca 1973 w Nara) – japoński kierowca wyścigowy.

## Kariera
Michigami rozpoczął karierę w międzynarodowych wyścigach samochodowych w 1993 roku od startów w Japońskiej Formule 3, gdzie jednak nie zdobywał punktów. Dwa lata później w tej samej serii był czwarty. W późniejszych latach Japończyk pojawiał się także w stawce Grand Prix Makau, All-Japan GT Championship, Japanese Touring Car Championship, Formuły Nippon, 1000 km Le Mans, Japan GT Festival in Malaysia, Le Mans Endurance Series, JGTC All-Star USA 200, 24-godzinnego wyścigu Le Mans oraz Super GT.

## Wyniki w 24h Le Mans
| Rok  | Zespół                   | Partnerzy                    | Samochód    | Klasa | Okr. | Poz. | Klasa Pos. |
| ---- | ------------------------ | ---------------------------- | ----------- | ----- | ---- | ---- | ---------- |
| 2004 | Kondo Racing             | Hiroki Katō Ryō Fukuda       | Dome S101   | LMP1  | 206  | NU   | NU         |
| 2005 | Jim Gainer International | Seiji Ara Katsutomo Kaneishi | Dome S101hb | LMP1  | 193  | NU   | NU         |